# Тузусай
Тузуса́й (каз. Түзусай) — село у складі Талгарського району Алматинської області Казахстану. Входить до складу Панфіловського сільського округу.
Населення — 557 осіб (2021; 281 у 2009, 187 у 1999, 185 у 1989).